# 在臺韓國人
在臺韓國人（：／）是指居留在台灣的韓僑或大韓民國國民，根據大韓民國外交部的統計，台灣（中華民國）為海外韓僑第30多的國家。

## 概述
日治時期，台灣即有從朝鮮半島來的移民。在1905年（明治三十八年）臨時台灣戶口調查中，朝鮮人有18人，日韓合併後，1915年（大正四年）調查中有6人。
1918年，日本內地爆發大米騷動。日本從朝鮮半島進口米，在朝鮮半島進行農地開發。由於內地人（日本人）的進入，以農業為生活基礎的朝鮮人失去工作，出現群體移往日本本土與臺灣的現象。許多人在基隆和其他港口城市定居，以漁業為生。
根據臺灣總督官房臨時國勢調查部《國勢調查結果表：昭和五年州廳編》，1930年時，台灣的朝鮮人男性441名，女性460名。當時在台灣的朝鮮女性大多從事特種行業。到了1940年（昭和十五年）日治時期最後一次的國勢調查中，在臺灣的種族為朝鮮人者已達到2,422人，較1935年（昭和十年）的1,479人大幅增長。
第二次世界大戰爆發後，部分在臺朝鮮人徵召為朝鮮籍日本兵。二戰結束後，日本結束在臺灣的統治。約1,300名朝鮮籍日本兵、以及約2,000人普通在臺朝鮮人被計劃送回朝鮮半島本國。到1946年，大約有400～500名朝鮮人還留在臺灣。中華民國政府接管臺灣後，對在臺灣的居住權要求比日治時期嚴格，只有工程師和其他具有戰後重建技能的人員和官員，才能獲得在臺灣的居住權。殘留在臺灣的朝鮮人，於1947年在台灣成立「臺灣韓僑協會」。由於政府政策，使得當時以漁業為生的朝鮮人，從漁業轉向農業和商業。並離開基隆，前往臺北和高雄等其他主要城市化的地區。
1961年，臺灣第一所韓國人學校，高雄韓國學校（까오숑한국국제학교）設立。1962年2月1日，臺北韓國學校（타이뻬이한국학교）設立。
當代在臺韓國人多是技術性、高科技人才或是韓商（譬如：三星電子、樂金、現代汽車等）在臺分公司、代表處駐點人員，其主要居住的地點是台北市、新北市、台中市、花蓮市以及高雄市。
在台韓國人於2017年大韓民國總統選舉期間，首度有權在台灣投票，為1992年大韓民國與中華民國斷交、2009年韓國賦予海外韓人投票權以來的先例，由駐台北韓國代表部負責台灣投票所的設置工作。

## 著名人士
- 張令紀，日治臺灣總督府日籍韓裔土木技師，曾參與土壟灣發電所改建及日月潭發電所興建的工程，桃園大圳的設計者，1922年因肺病卒於臺灣。
- 徐雄成，臺灣歷史上第二位臺籍飛行員，為三等飛行士。一說他為韓籍，但尚缺乏史料證實[10][11]。
- 趙明河，韓國獨立運動參與者，曾在1926年在台中試圖刺殺來台視察的久邇宮邦彥王（台中不敬事件）。
- 朴性泰，曾就讀台南神學院，初代高雄韓國教會的牧師。其父親朴順宗是日治時期移居基隆的韓國人，在二二八事件中受難[12]。
- 柳河娜，演員
- 李亨淑，前奧運女籃韓國隊選手，長期擔任高雄普門中學教練。
- 李玖哲，歌手。
- 宋米秦，歌手、藝人，Dream Girls的成員之一。
- 畢書盡，歌手、藝人、電視演員，台韓混血兒，在韓國生長。
- 張鎬哲，歌手。
- 姜育恆，歌手。韓國華僑
- 綠茶，藝人。
- 金在勳，歌手、電視演員，原以本名林珍範出道，現演出偶像劇《已讀不回的戀人》。
- 金承熙，藝人。
- 黃仁德，藝人。
- 韓汝，歌手。
- 金針菇，YouTuber。
- 李多慧，現任中華職棒味全龍啦啦隊-Dragon Beauties(俗稱小龍女)的成員、韓國名譽宣傳大使，於西元2024年8月30日領到中華民國就業金卡。
- 安芝儇，現任中華職棒台鋼雄鷹啦啦隊-WING STARS的編舞老師兼成員。